# SM Tb X
SM Tb X, później SM Tb 10 – austro-węgierski torpedowiec z początku XX wieku, jedna z sześciu jednostek typu Tb VII. Okręt został zwodowany 14 maja 1910 roku w stoczni Danubius we Fiume, po czym wszedł do służby w Kaiserliche und Königliche Kriegsmarine 13 lipca 1910 roku. W 1910 roku oznaczenie numeryczne jednostki zmieniono z cyfry rzymskiej na arabską (Tb 10). Okręt wziął czynny udział w I wojnie światowej, a w wyniku podziału floty po upadku Austro-Węgier został w 1920 roku przyznany Wielkiej Brytanii i następnie złomowany we Włoszech.

## Projekt i budowa
Po zamówieniu w stoczni STT w Trieście ośmiu przybrzeżnych torpedowców typu Tb I Węgrzy wymusili na dowództwie Kaiserliche und Königliche Kriegsmarine złożenie zamówienia na budowę podobnych jednostek w węgierskiej stoczni Danubius we Fiume, mimo że nie miała ona dostatecznego doświadczenia w konstrukcji okrętów. W rezultacie ograniczono liczbę zamówionych w stoczni STT jednostek typu Tb I z ośmiu do sześciu, a w stoczni Danubius złożono zamówienie na sześć zbliżonych konstrukcyjnie okrętów. Projekt torpedowców typu Tb VII bazował wizualnie na jednostkach typu Tb I, różnił się jednak powiększoną wypornością, innym typem napędu i usytuowaniem reflektora. Już w trakcie prób morskich ujawniły się usterki i poważne wady konstrukcji, m.in. niebezpieczny przechył podczas pływania z prędkością maksymalną, spowodowany dużym momentem obrotowym pojedynczej śruby .
Okręt zbudowany został w stoczni Danubius we Fiume (pod numerem stoczniowym 26) . Stępkę torpedowca położono 1 października 1909 roku, a zwodowany został 14 maja 1910 roku.

## Dane taktyczno-techniczne
SM Tb X był przybrzeżnym torpedowcem o długości na wodnicy 44,2 metra (43,3 metra między pionami), szerokości 4,4 metra i zanurzeniu 1,45 metra . Wyporność normalna wynosiła 131,5 tony. Okręt napędzany był przez trzycylindrową pionową maszynę parową potrójnego rozprężania o mocy 2400 KM, do której parę dostarczały dwa opalane paliwem płynnym kotły wodnorurkowe typu White-Forster . Jednośrubowy układ napędowy pozwalał osiągnąć maksymalną prędkość 26,5 węzła .
Okręt wyposażony był w dwie pojedyncze wyrzutnie torped kalibru 450 mm. Uzbrojenie artyleryjskie stanowiły dwa pojedyncze działa kalibru 47 mm SFK L/44 . Jednostka wyposażona była w reflektor, umieszczony z tyłu pomostu bojowego.
Załoga okrętu składała się z 20 oficerów i marynarzy.

## Służba
SM Tb X został wcielony do służby w Kaiserliche und Königliche Kriegsmarine 13 lipca 1910 roku. W 1910 roku oznaczenie torpedowca zmieniono z cyfry rzymskiej na arabską (SM Tb 10) . W momencie wybuchu I wojny światowej SM Tb 10 wraz z SM Tb 8, SM Tb 11 i SM Tb 12 wchodziły w skład 19. Grupy Torpedowców Sił Obrony Lokalnej w Sebenico. Jednostka pełniła służbę patrolową wokół baz, eskortowała zespoły okrętów i używana była do trałowania.
Z powodu rozpadu monarchii habsburskiej 1 listopada 1918 roku na jednostce opuszczono po raz ostatni banderę KuKK. W wyniku przeprowadzonego w styczniu 1920 roku podziału floty austro-węgierskiej Tb 10 został przyznany Wielkiej Brytanii i następnie złomowany we Włoszech .